# 翠峦林业局
翠峦林业局是一个位于中华人民共和国黑龙江省伊春市乌翠区的类似乡级单位，亦是黑龙江伊春森工集团所属的一个林业局。
翠峦林业局位于伊春市西部，林业施业区面积为155103公顷。

## 行政区划
翠峦林业局下辖以下单位：
。